# RIZ
RIZ, pod punim imenom Radio Industrija Zagreb - Odašiljači,  elektronička firma iz Hrvatske sa sedištem u Zagrebu.

## Istorija preduzeća
Preduzeće je osnovano 1948. godine kao Radio Industrija Zagreb dekretom Narodne Republike Hrvatske s ciljem proizvodnje odašiljača za radiodifuziju. Prvi proizvod radio odašiljač "Učka" počinje se serijski proizvoditi 1952. U narednim se godinama prozvodni program širio tako da je u pojedinim radobljima proizvodila radio i TV-prijemnike, gramofone, zvučnike, elektroničke komponente (tranzistore, integrirane krugove, kondenzatore...) te vojne radiouređaje. Trenutno proizvodi samo odašiljače, antene i elektronička brojila električne energije.

## Proizvodi
Prvi televizijski prijemnik koji je bio proizveden u RIZ-u bio je napravljen po lincenci holandske firme Philips, model TV 101 i izbačen je na tržište 1956. Model RIZ TV 101, izgledao je kao Philipsov model Leonardo. Proizvodnja modela TV 101 je bila usklađena sa početkom emitovanja zagrebačkog televizijskog programa i takođe je bilo izložen na Zagrebačkom velesajmu 1956. Tri godine kasnije 1959. RIZ na tržište izbacije TV-prijemnik koji je bio vlastitog dizajna.
| Radio prijemnici - Maksimir - Dubrava - Tuškanac 56 - RIZ 56 - BU-3/57 - BU-4/58 - Pionir - Jadran 57 - Jadran 57A - RIZ 58 - Jadran 58 UKV - Jadran - Jadran 59A - Jadran 59B - Jadran 59C - Jadran 59 UKV-A - Jadran 59 UKV-B - Jadran 59 UKV-C - Jadran60 - Jadran60 G - Pionir60 - RIZ 594 - RIZ 604 - RIZ 604 S - RIZ 614 - RIZ 634 | TV prijemnici - TV 101 (prvi televizijski aparat proizveden u FNRJ 1956) - TV 104 Kumrovec - TV 220/0 - TV 221 - TV 410 - TV 777 (prvi televizijski aparat u boji) - Grand 235 - Grandcolor 220 - Grandcolor 3056 ITC - Minigraphic (portabl televizor sa mogučnošću napajanja preko akumulatora 12 V ) | Gramofoni - Tosca 5 - Tosca 10 - Tosca 20 - Tosca 21 - Tosca 22 - Tosca 25 - Tosca 30 - Tosca 50 - Tosca Profesional - Ero - Traviata - Turandot 41 - Turandot 4010 - Turandot 7605/6 (linijski) - Trubadur GP 4842 - Turandot GM 5010 (linijski) | Pojačala - RP 25 - RP 50 - Transiwatt 8 - Transiwatt 50 - Transiwatt 80 - P3050 - P3060 - P4060 - P5060 | Prijemnici - Arena (tranzistorski) - Vikend (tranzistorski) - Hi-FI 730 - SK 0340 - Linijski - T 5130 | Kasetofoni - K 3020 - K 4050 - K 5020 | Vojni VHF radiouređaji - RP-6 - RUP-3B - RUP-15 - PD-4 - RU-20 - RUP-33 | Računala - Riz HIS-5 - RIZ 24 |

### Odašiljači
RIZ Odašiljači su hrvatska tehnološka firma koja proizvodi radiodifuznu opremu. Proizvodni program odašiljača obuhvata: odašiljače dugog, srednjeg i kratkog talasa.

### Brojila
RIZ Odašiljači proizvode digitalna brojila električne energije od 1995 godine. Brojila su rezultat samostalnog razvoja te se proizvode u RIZovoj tvornici u Zagrebačkom Maksimiru. Brojila se instaliraju u Hrvatskoj te Bosni i Hercegovini i u Austriji. Tipovi brojila koja se danas proizvode su jednofazno EBM108 te trofazno EBT308 i imaju oznaku Hrvatska kvalitet od HGK. Proizvode se brojila za domaćinstvo, brojila radne energije i privredu koja se zovu kombi brojila jer mere i jalovu energiju. Dosad je u tvornici proizvedeno do 2010 godine oko 300 000 brojila. Osim brojila proizvodi se oprema i dodatci za brojila i daljinsko očitanje brojila, te aplikacije za računalo i ručne terminale. Dodatna oprema su GSM, GPRS, PSTN komunikatori, sonde i priključne kutije PK100. RIZova brojila se mogu umrežiti do 100 komada i očitati preko jednog GPRS komunikatora čime se smanjuje trošak očitanja na minimum. Brojila podržavaju sledeće komunikacije za očitanje: IEC1142, IEC1107, DLMS i RS485. Ova brojila imaju intergriran MTU prijemnik pomoću kojeg brojila slušaju komande iz energetske mreže te na osnovu njih se prebacuje tarifa na brojilu. S ovom komunikacijom se pali i gasi rasveta, u većini gradova i mesta Republike Hrvatske. Brojila poseduju najvažniji certifikat u ovoj industriji, DLMS/COSEM koji omogućuje interoperabilnost RIZ-ovih brojila s drugim proizvođačima.

### Usluge
RIZ-Laboratorija d.o.o je zasebna firma koja prodaje usluge ispitivanje elektroničkih proizvoda (EMF zračenja), te su akreditiovani za ispitivanje brojila električne energije (ILBEN) prema standardu HRN EN ISO/IEC 17025.

## Fabrike
- RIZ - Fabrika televizora Slunj, (osnovana 1963) (zatvorena)
- RIZ - Elak, Đurđevac (zatvorena)
- RIZ - Fabrika televizora, Gornje Taborište, osnovano 1973. ( u stečaju)
- RIZ - Fabrika poluvodiča, Zagreb
- RIZ - Fabrika telekomunikacijskih uređaja, Zagreb

## Spoljašnje veze
- Službene stranice RIZ-a Архивирано на веб-сајту  (28. фебруар 2021)
- Virtualni muzej RIZ Radio Aparata na Internetu Архивирано на веб-сајту  (21. јул 2011)
- Kolekcija vojih radio uređaja iz RIZ-ove proizvodnje Архивирано на веб-сајту  (10. новембар 2010)
- Digitalni preslici pojedinih stranica monografije o RIZ-u Архивирано на веб-сајту  (13. март 2013)